# Phoenicus sanguinipennis
Phoenicus sanguinipennis är en skalbaggsart som beskrevs av Lacordaire 1869. Phoenicus sanguinipennis ingår i släktet Phoenicus och familjen långhorningar. Inga underarter finns listade i Catalogue of Life.